# Кудлей
Кудле́й  — село в Ардатовском районе Нижегородской области Россия. Входило в состав упраздненного Чуварлей-Майданского сельсовета. В данный момент входит в состав городского поселения рабочего поселка Ардатов.

## Этимология
Название села происходит от мордовских слов кудо — «дом», «жилище» и лей — «овраг», «речка».

## История
Первые поселенцы Кудлея были язычниками. Когда проживавшая здесь мордва приняла христианство, точные данные отсутствуют. Достоверно известно, что в 1656 г. в селе была построена первая каменная церковь.
Жители с. Кудлей занимались хлебопашеством. В основном сеяли овес, рожь, ячмень, сажали картошку. Землю имели все крестьяне, она распределялась по душам.
Земли в основном были плодородные, урожаи собирали хорошие, и себе хватало, и излишнее зерно и картошку продавали.
Было такое поле близ села, крестьяне его называли Рузанка. В народе говорили, что Рузанка кормит два года, такая была хорошая земля там. Но большие урожаи собирали далеко не на всех землях.
Крестьянам жилось тяжело, уборку урожая производили вручную, жали серпами.
Кудлей было селом зажиточным. Скот держали все. Корова, овцы и свиньи были в каждом хозяйстве. Лошади имелись также почти у всех. Особенно было много свиней, которых пасли отдельно.
В Кудлее было две мельницы, которые принадлежали Садковым и Сеньковым. Садковы также владели масляным заводом, шерстобойкой и топталкой, на которой топтали сукно (вязали из шерсти). У них имелись наемные рабочие. Логачевы занимались производством свечей и продавали их. Иван Мaлеев собирал шкуры и сдавал их государству.
Три брата Мартыновы занимались пчелами, они имели три пасеки, наемных рабочих. Во время коллективизации их раскулачили и выслали из села.
По статистическим данным 1859 г., с. Кудлей (или Кудлеи) находилось при р. Кудлейке. Ближайшим к селу торговым трактом была дорога, соединявшая Ардатов и Темников.
В конце 50-х гг. XIX в. село относилось к первому стану Ардатовского уезда. В Кудлее имелся православный храм.
В 1859 г. в селе насчитывалось 165 дворов с 1192 жителями (585 мужского пола и 607 женского). Накануне крестьянских реформ 1861 г. население села относилось к удельному ведомству.
Важнейшим промыслом крестьян села был извоз с собственным и покупным товаром, а также извоз по найму. Главным предметом перевозки было конопляное и льняное, в меньшей степени подсолнечное масло. Растительные масла доставляли в Ардатов, Арзамас, Череватово, на чугунолитейные и металлургические заводы Ардатовского уезда, в Нижний Новгород и Москву. За маслом по объему перевозок следовали конопля, пенька, канаты и веревки, изделия из дерева.
Согласно Всероссийской переписи 1897 г., в с. Кудлее проживало 1437 человек.
По данным Нижегородского губернского гидрографического бюро, в 1912 г. здесь числились 371 двор и 2159 жителей, державших 1889 голов крупного и мелкого скота.
В 1905 г. в селе работало заведение бакалейно-гастрономической торговли И.В. Морозова. В те годы село относилось к Гарской волости, использовалось еще одно его название — Кудлай.
В 1910 г. в селе имелось 342 двора, объединенных в одно общество.
В 1890 г. в селе была открытатрехклассная церковно-приходская школа. Грамотных людей в.Кудлее было мало: учиться крестьянам некогда.
В 1906 г. в селе открылась четырехклассная школа, и грамотность стала постепенно повышаться. Первым учителем в ней был Евгений Григорьевич Успенский.
В январе 1918 г. наволостном сходе в Гарях он был избран первым председателем Гарской волости.
Советская власть в селе была установлена мирным путем.
Поданным обследования 1978 г., в с. Кудлей было 78 хозяйств и 216 жителей. Здесь располагалась ферма по откорму крупного рогатого скота совхоза «Чуварлей-Майданский». Жилой фонд состоял из 78 домов. Жители брали воду из колодцев, дома отапливали печами, пользовались баллонным газом.
Работали фельдшерско-акушерский пункт, начальная школа, клуб, сельмаг; другие учреждения соцкультбыта находились в с. Гари (4 км), с. Чуварлей-Майдан (10 км), р. п. Ардатове. Населенный пункт классифицировался как неперспективный.
Согласно обследованию 1992 г., в селе насчитывались 51 хозяйство и 121 житель, из них 35 трудоспособных. Село являлось усадьбой производственного назначения совхоза «Чуварлей-Майданский» со специализацией в животноводстве. Жилой фонд составляли 50 домов, из которых 20 были построены в послевоенные годы; 3 дома заселялись сезонно. Воду брали из колодцев, дома по-прежнему отапливали печами, пользовались баллонным газом. Работали те же учреждения соцкультбыта, что и в 1978 г., остальные располагались в с. Гари, с. Чуварлей-Майдан, д. Кавлей (7,5 км), р. п. Ардатове.
Сообщение с областным и районным центрами, с правлением совхоза и станцией железной дороги (Мухтолово) осуществлялось автобусами и на попутных машинах. Подъезд к селу по асфальтированному шоссе. В селе стоит заброшенная церковь.

## Географическое положение
Село Кудлей находится на юго-западе Нижегородской области России, между автомобильными дорогами Ардатов — Каркалей и Ардатов — Дивеево, на левом берегу реки Кудлейки — притока Канерги. Административный центр муниципального округа Ардатов находится в 13 км к северу от Кудлея. Село соединено просёлочными дорогами на севере с селом Кармалейкой (расстояние 4 км), на востоке — с селом Михеевкой (7 км), на юго-востоке — с селом Канергой (6 км), на западе — с селом Гари (4 км). С юга к селу подступают смешанные леса. Высота над уровнем моря около 169 метров.
Село Кудлей, как и вся Нижегородская область, находится в часовой зоне МСК (московское время). Смещение применяемого времени относительно UTC составляет +3:00.

## Административная принадлежность
Село Кудлей входит в состав административно-территориального образования Рабочий посёлок Ардатов Ардатовского муниципального округа Нижегородской области Российской Федерации.

## Климат
Село находится в зоне умеренно-континентального климата, который характеризуется холодной продолжительной зимой и тёплым, но достаточно коротким летом. За год выпадает в среднем 450—550 мм осадков, из них 68 % — в виде дождя и 32 % — в виде снега. Среднегодовая относительная влажность воздуха — 76 %. Снежный покров достигает 50 см, а в особо снежные зимы может достигать одного метра и более.
Весна приходит резко, обычно к середине апреля, при этом вплоть до середины мая нередки заморозки. Лето сравнительно короткое и достаточно жаркое — в отдельные годы температура может достигать 36 °C. Шапка лета приходится на июль. В конце весны и лета нередки грозы — их может случаться до 20 за год, почти каждый год выпадает град. Осень приходит в сентябре и стоит до начала ноября, но уже в сентябре нередки заморозки. Зима наступает в начале ноября и продолжается до середины марта. Обычно первый снег выпадает в октябре и держится в течение пяти месяцев, сходит к 10—15 апреля. Почва промерзает на глубину 70—90 см.
Вегетационный период составляет 189 дней, продолжительность безморозного периода — 137 дней.

## Население
| Численность населения | Численность населения | Численность населения | Численность населения | Численность населения | Численность населения | Численность населения | Численность населения | Численность населения | Численность населения | Численность населения | Численность населения | Численность населения | Численность населения |
| 1641                  | 1646                  | 1677                  | 1721                  | 1859                  | 1897                  | 1912                  | 1916                  | 1978                  | 1992                  | 1999                  | 2002                  | 2010                  | 2021                  |
| --------------------- | --------------------- | --------------------- | --------------------- | --------------------- | --------------------- | --------------------- | --------------------- | --------------------- | --------------------- | --------------------- | --------------------- | --------------------- | --------------------- |
| 27                    | ↗32                   | ↗50                   | ↗336                  | ↗1192                 | ↗1437                 | ↗2159                 | ↗4030                 | ↘216                  | ↘121                  | ↘88                   | ↘62                   | ↘14                   | ↗16                   |

## Инфраструктура
В селе две улицы: Садовая и Школьная.